# يعقوب كولاس
يعقوب كولاس (بالروسية: Якуб Колас)‏ (و. 1882 – 1956 م) هو درامي ‏، ومترجم، وشاعر، وكاتب للأطفال، وناقد أدبي، من الإمبراطورية الروسية، كان عضوًا في الحزب الشيوعي السوفيتي، توفي في مينسك، عن عمر يناهز 74 عاماً.

## مناصب
تولى منصب عضو مجلس السوفيت الأعلى.

## التعليم
تعلم في Alexandrov Military School ‏.

## جوائز
حصل على جوائز منها:
- جائزة الاتحاد السوفيتي الحكومية
- وسام الراية الحمراء
- وسام لينين
- جائزة الدولة السوفيتية
- وسام الراية الحمراء من حزب العمال.

## روابط خارجية
- يعقوب كولاس على موقع ديسكوغز (الإنجليزية)